# Model atòmic de Schrödinger

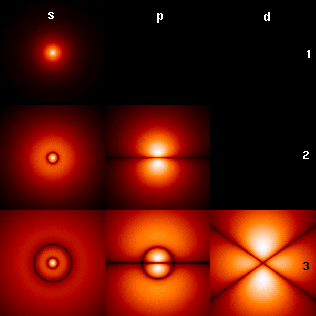
Densitat de probabilitat d'ubicació d'un electró per als primers nivells d'energia

El model atòmic de Schrödinger és el model atòmic ideat per Erwin Schrödinger el 1926. És considerat el model atòmic més correcte respecte a la teoria atòmica.
El model de Bohr funcionava molt bé per a l'àtom d'hidrogen. En els espectres realitzats per altres àtoms s'observava que electrons d'un mateix nivell energètic tenien energies lleugerament diferents. Això no tenia explicació en el model de Bohr, i suggeria que es necessitava alguna correcció. La proposta va ser que dins d'un mateix nivell energètic existien subnivells. La forma concreta en que van sorgir de manera natural aquests subnivells, va anar incorporant òrbites el·líptiques i correccions relativistes. El descobriment de noves partícules i el desenvolupament de la física quàntica van portar al model actual.

## Característiques del model
El model atòmic de Schrödinger concebia originalment els electrons com a ones de matèria. Així l'equació s'interpretava com l'equació ondulatòria que descrivia l'evolució en el temps i l'espai d'aquesta ona material. Més tard Max Born va proposar una interpretació probabilística de la funció d'ona dels electrons. Aquesta nova interpretació és compatible amb els electrons concebuts com a partícules quasipuntuals amb una probabilitat de presència en una determinada regió ve donada per la integral del quadrat de la funció d'ona en una regió. És a dir, en la interpretació posterior del model, aquest era model probabilista que permetia fer prediccions empíriques, però en el qual la posició i la quantitat de moviment no poden conèixer-se simultàniament, pel principi d'incertesa. Així mateix el resultat de certes mesures no estan determinades pel model, sinó només el conjunt de resultats possibles i la seva distribució de probabilitat.

## Adequació empírica
El model atòmic de Schrödinger prediu adequadament les línies d'emissió espectrals, tant d'àtoms neutres com d'àtoms ionitzats. El model també prediu la modificació dels nivells energètics quan hi ha un camp magnètic o elèctric (efecte Zeeman i efecte Stark respectivament). A més, amb certes modificacions semiheurístiques el model explica l'enllaç químic i l'estabilitat de les molècules. Quan es necessita una alta precisió en els nivells energètics pot emprar un model similar al de Schrödinger, però on l'electró és descrit mitjançant l'equació relativista de Dirac en lloc de mitjançant l'equació de Schrödinger. En el model de Dirac, es té en compte la contribució de l'espín de l'electró.
No obstant això, el nom de «model atòmic» de Schrödinger pot portar a una confusió, ja que no defineix l'estructura completa de l'àtom. El model de Schrödinger explica només l'estructura electrònica de l'àtom i la seva interacció amb l'estructura electrònica d'altres àtoms, però no descriu com és el nucli atòmic ni la seva estabilitat.

## Solució de l'equació de Schrödinger
Les solucions estacionàries de l'equació de Schrödinger en un camp central electroestàtic, estan caracteritzades per tres nombres quàntics (n, l, m) que al seu torn estan relacionats amb el que en el cas clàssic correspondrien a les tres integrals del moviment independents d'una partícula en un camp central. Aquestes solucions o funcions d'ona normalitzades venen donades en coordenades esfèriques per:
{\displaystyle \psi _{nlm}(\theta ,\phi ,r)=\langle {\vec {r}}|nlm\rangle ={\sqrt {{\left({\frac {2}{na_{0}}}\right)}^{3}{\frac {(n-l-1)!}{2n[(n+l)!]}}2}}e^{-{r \over {na_{0}}}}\left({2r \over {na_{0}}}\right)^{l}L_{n-l-1}^{2l+1}\left[{2r \over {na_{0}}}\right]Y_{l,m}(\theta ,\phi )}
on:
{\displaystyle a_{0}} és el radi de Bohr.
{\displaystyle L_{n-l-1}^{2l+1}(\rho )} són els polinomis generalitzats de Laguerre de grau n-l-1.
{\displaystyle Y_{l,m}(\theta ,\phi )\,} és l'armònic esfèric (l, m).
Els autovalors són:
Per a l'operador moment angular:
{\displaystyle L^{2}|n,l,m\rangle ={\hbar }^{2}l(l+1)|n,l,m\rangle }
{\displaystyle L_{z}|n,l,m\rangle =\hbar m|n,l,m\rangle }
Per a l'operador hamiltonià:
{\displaystyle H|n,l,m\rangle =E_{n}|n,l,m\rangle }
on:
{\displaystyle E_{n}=-{{mc^{2}Z^{2}\alpha ^{2}} \over {2\cdot n^{2}}}=-{{m \over 2\hbar ^{2}}\left({Ze^{2} \over 4\pi \epsilon _{0}}\right)^{2}{1 \over n^{2}}}}
α és la constant d'estructura fina amb Z=1.

## Insuficiències del model
Si bé el model de Schrödinger descriu adequadament l'estructura electrònica dels àtoms, resulta incomplet en altres aspectes:
1. El model de Schrödinger en la seva formulació original no té en compte l'espín dels electrons. Aquesta deficiència és corregida per l'equació de Schrödinger-Pauli.
2. El model de Schrödinger ignora els efectes relativistes dels electrons ràpids. Aquesta deficiència és corregida per l'equació de Dirac, que a més incorpora la descripció de l'espín electrònic.
3. Si bé el model de Schrödinger prediu raonablement bé els nivells energètics, per si mateix no explica per què un electró en un estat quàntic excitat decau cap a un nivell inferior si existeix algun lliure. Això va ser explicat per primera vegada per l'electrodinàmica quàntica, sent un efecte de l'energia del punt zero del buit quàntic.

Quan es considera un àtom d'hidrogen dels dos primers aspectes poden corregir-se afegint termes correctius al hamiltonià atòmic.